# Ирисы (картина Ван Гога)
«И́рисы» (фр. Les Iris) — картина нидерландского живописца Винсента ван Гога. «Ирисы» были написаны художником в 1889 году — в то время, когда он жил в лечебнице Святого Павла Мавзолийского близ Сен-Реми-де-Прованс, за год до своей смерти.
В картине отсутствует высокая напряжённость, которая проявляется в его последующих работах. Он назвал картину «громоотвод для моей болезни», потому что он чувствовал, что может сдерживать свой недуг, продолжая писать. В картине прослеживается влияние японских гравюр укиё-э, как и в других работах Ван Гога и части его современников. Это сходство проявляется в выделении контуров объектов, необычных ракурсах, наличии детально прорисованных областей, залитых сплошным цветом, не соответствующим реальности.
Одновременно с «Ирисами» Ван Гог написал картину «Куст», ныне находящуюся в собрании Эрмитажа. Сам художник в письме к своему брату Тео писал об этом: «У меня в работе два новых сюжета, найденные здесь в саду, — лиловые ирисы и куст сирени. Мысль о том, что я должен трудиться, всё сильнее овладевает мною, и я надеюсь, что моя работоспособность вскоре полностью восстановится. Беда лишь в том, что работа зачастую слишком уж захватывает меня, поэтому мне кажется, что я навсегда останусь оторванным от жизни и не способным ни на что другое, кроме своего ремесла». Через два месяца обе эти картины были уже готовы и отправлены брату; Винсент в сопровождающем письме, написанном около 9 июля, называет их «Ирисы» и «Сирень».

## Провенанс
Первым владельцем полотна был Жюльен Танги, шлифовщик красок и торговец произведениями искусства, чей портрет Ван Гог писал трижды. В 1892 году Танги продал картину французскому искусствоведу и анархисту Октав Мирбо, который заплатил за полотно 300 франков. В 1987 году «Ирисы» стали самой дорогой картиной, установив рекорд, который продержался на протяжении двух с половиной лет; в то время картина была продана за 53,9 млн долларов Алану Бонду, но у него не было достаточно денег, чтобы завершить сделку. «Ирисы» были перепроданы в 1990 году музею Гетти в Лос-Анджелесе. «Ирисы» в настоящее время (по состоянию на 2024 год) занимают тридцать четвертое место в списке самых дорогих картин, когда-либо проданных с поправкой на инфляцию, и на 102-е место, если не учитывать влияние инфляции.

## Материалы для рисования
По словам Деви Ормонд, младшего реставратора картин в Музее Дж. Пола Гетти. Неинвазивные методы исследования помогли идентифицировать «остатки красной краски, которые мы не можем увидеть невооруженным глазом», в то время как инвазивные методы, такие как создание поперечных сечений слоев краски, показали, что под синим верхним слоем лежит выцветший фиолетовый.
Анализ также выявил тенарову синь и ультрамариновый пигменты, создающие «множество различных оттенков и оттенков фиолетового» на лепестках.